# Manifest der Sieben
Das Manifest der Sieben (tschechisch: Manifest sedmi) von 1929 war ein Protest einiger in der Vereinigung Devětsil aktiver namhafter und linksorientierter Avantgardekünstler der 1920er Jahre sowie Mitglieder der Kommunistischen Partei (KSČ) in der Tschechoslowakei gegen die neue Parteilinie. Die sieben unterzeichnenden Schriftsteller, Dichter und Literaturkritiker waren: Ivan Olbracht, Helena Malířová, Stanislav Kostka Neumann, Josef Hora, Jaroslav Seifert, Marie Majerová sowie Vladislav Vančura.
Die KSČ, die seit ihrer Gründung 1921 legal arbeiten konnte und zu den größten kommunistischen Parteien in Europa zählte, beschloss 1925 eine sog. Bolschewisierung durchzuführen, in anderen Worten: sie wollte den bis dahin relativ liberalen Kurs verlassen und sich an die Politik der Komintern annähern. Durch die Wahl von Klement Gottwald zum Parteiführer auf dem V. Parteitag im Februar 1929 wurde die Kursänderung besiegelt. Unter anderem sollte künftig das Primat der Politik in der Kunst durchgesetzt werden.
Initiiert von Ivan Olbracht gaben sieben Künstler ein Manifest der Sieben heraus, das zuerst als ein Flugblatt mit der Ansprache Spisovatelé komunisté komunistickým dělníkům (Schriftsteller-Kommunisten an kommunistische Arbeiter)erschien. In diesem Manifest gaben sie ihrer Befürchtung Ausdruck, dass die geplante strenge Orientierung an Moskau den bisherigen Massencharakter der Partei und in der Folge deren Aktionsfähigkeit gefährden wird zugunsten eines „Fraktionshazards“; dies sei, so weiter im Manifest, „eine selbstmörderische Politik“, basierend auf den Fehlern der eigenen Genossen.
Diese Erklärung wurde seitens der Parteiführung sofort scharf verurteilt, die Unterzeichner wurden im März 1929 aus der Partei ausgeschlossen. Ferner wurden sie auch von anderen Künstlern kritisiert, die durch die Zásadní stanovisko k projevu „sedmi“ (Grunderklärung zum Manifest der „sieben“) ihre Loyalität zur Partei zum Ausdruck brachten (unter anderem Karel Teige, Vítězslav Nezval, Julius Fučík, Vladimír Clementis, Ladislav Novomeský); einige von ihnen (wie Clementis oder Novomeský) fielen nach 1948 selber späteren Parteisäuberungen zum Opfer.